# Especialista en chamacas
Especialista en chamacas es una película de comedia y drama mexicana de 1965 dirigida por Chano Urueta y protagonizada por Enrique Guzmán, Javier Solís, Germán Valdés «Tin-Tan» y Diana Mariscal.

## Trama
El dr. Jaime Gómez (Enrique Guzmán), es un joven doctor de la nueva ola que está haciendo su residencia en un hospital. En sus horas libres "enseña" los diferentes ritmos de música a las enfermeras y a los doctores más jóvenes. Hay un paciente llega con un cuadro muy grave y tiene que ser operado de inmediato. Cuando empieza a examinarlo, se da cuenta de que es su propio padre (Miguel Ángel Ferriz Sr.) y le pide que le haga un diagnóstico. La operación sale bien pero como el dr. Gómez, padre, es un doctor rural, le pide a su hijo que se haga cargo de sus pacientes, mientras recupera su salud. Por otro lado, Diana (Diana Mariscal) se une a una caravana musical que recorre muchos lugares de la república, a cargo de Don Guille (Germán Valdés «Tin-Tan»). En su debut, al finalizar su acto, le da un dolor muy fuerte y la llevan con el "doctor del pueblo" que resulta ser el dr. Jaime Gómez. Tiene apendicitis y la opera con éxito. Mientras se recupera, se da cuenta de que la "chamaca" está muy triste y decide cantarle para animarla. Ella le dice que es una lástima que él sea doctor y que no pueda unirse a la caravana, pues canta muy bien. Ella se tiene que ir a alcanzar a sus compañeros en la gira. Cuando el dr. Gómez, padre, regresa al pueblo totalmente recuperado, el dr. Jaime corre a alcanzar a Diana y la lleva hasta el pueblo en donde se encuentra el elenco. En una de las presentaciones, uno de los cantantes juveniles no llega y Diana le pide al dr. Jaime que cante en su lugar. Le va muy bien y don Guille le ofrece un contrato por seis meses. Diana y Jaime se enamoran pero este no le dice nada porque ella es su paciente y Diana se desespera. Don Guille se da cuenta de la situación y le pide a Javier (Javier Solís) que le provoque celos a Jaime. Su plan funciona, Jaime reacciona y le confiesa su amor a Diana. A don Guille le da un ataque al corazón y el dr. Jaime lo salva. Entonces se da cuenta de que su verdadera vocación sigue y seguirá siendo el ser médico. Se despide de la caravana y Diana le dice que lo va a seguir porque lo quiere y además va a necesitar una enfermera.

## Reparto
- Enrique Guzmán como Dr. Jaime Gómez.
- Javier Solís
- Germán Valdés «Tin-Tan» como Don Guille.
- Diana Mariscal como Diana.
- Emma Roldán
- Jorge Lavat
- Miguel Ángel Ferriz como Dr. Gómez, padre.
- Carlos Riquelme como Dr. Benítez.
- Delia Magaña como Esposa de Don Guille.
- Sergio Ramos «El Comanche» como Tanguito.
- Lucía Guilmáin
- Celia Viveros como Doña Soco, enfermera.
- Ada Carrasco
- Consuelo Frank
- José López
- Wally Barrón como Lupito, el mudo.
- Carmen Rivero y su conjunto.

## Temas musicales
- "La noche del sábado", por Enrique Guzmán.
- "Pícolo, Pícolo", por Diana Mariscal.
- "Amanecí entre tus brazos", por Javier Solís.
- "Una lágrima", por Enrique Guzmán.
- "Llegando a ti", por Enrique Guzmán.
- "Si Dios me quita la vida", por Javier Solís.
- "Si no crees en mí", por Enrique Guzmán.
- "Que suerte tienes", por Enrique Guzmán y Los Teen Tops.
- "A bailar la cumbia", por Carmen Rivero y su conjunto.
- "La retirada", por Javier Solís.
- "Pobre niña rica", por Enrique Guzmán y Diana Mariscal.
- "No sabía", por Diana Mariscal.
- "Tu voz", por Enrique Guzmán.